# Roberto Fernández (Musiker)

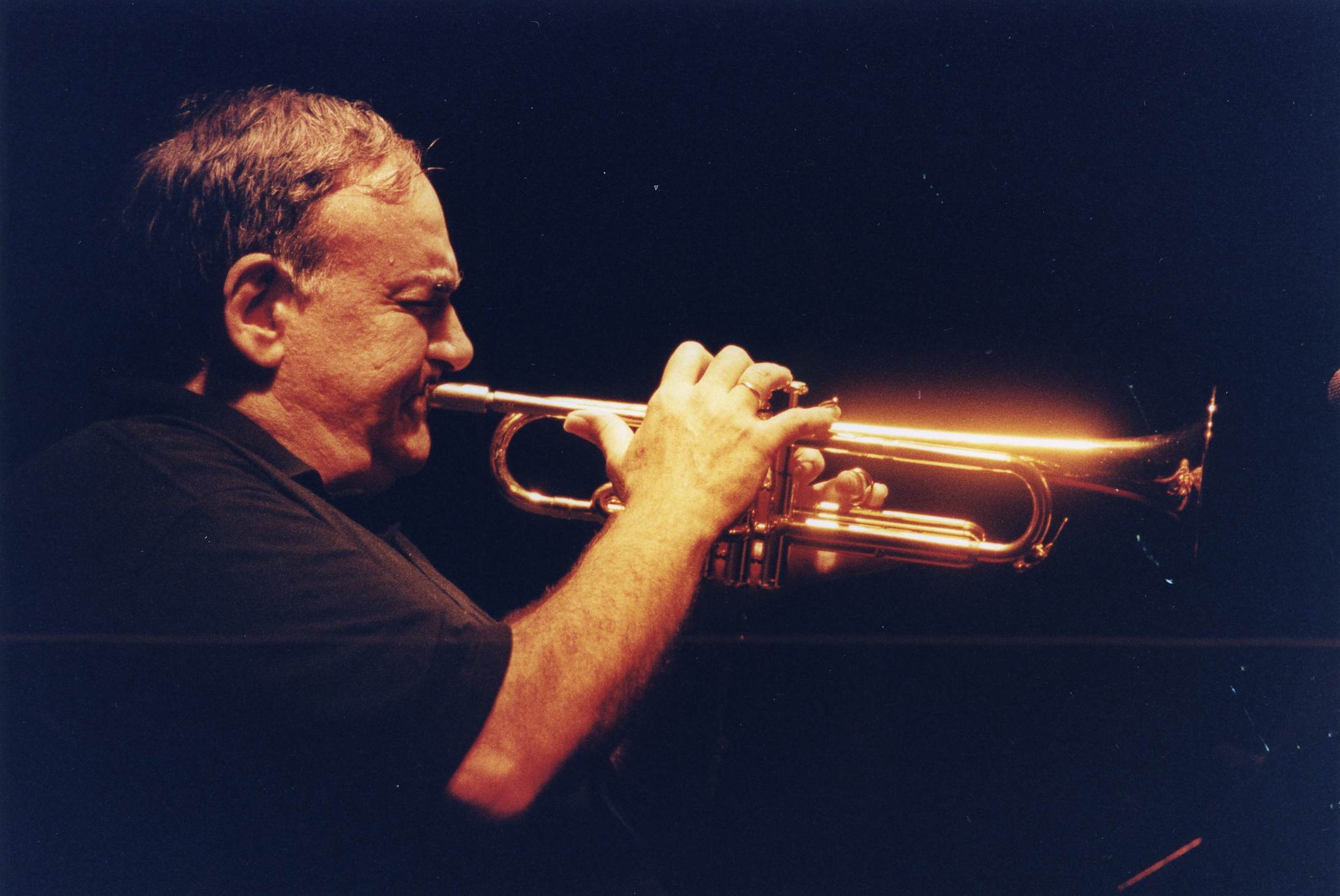
Roberto Fernández 1999

Roberto „Fats“ Fernández (* 7. Juni 1937 in La Boca) ist ein argentinischer Jazztrompeter.

## Wirken
Fernández begann seine professionelle Laufbahn siebzehnjährig als Mitglied der The Georgian’s Jazz Band. Er spielte dann im Quintett von Gato Barbieri, bei Jorge López Ruiz, bei Clare Fischer/Jorge Calandrelli, Oscar Alemán und in Rodolfo Alchurrons Gruppe Sanata y Clarificación. Er trat mit den Bands von Eddie Palmieri, Ray Barretto und Larry Harlow und den Orchestern von Ray Charles, Jorge Anders und Bubby Lavechia und mit Musikern wie Roy Eldridge, Lionel Hampton, Paquito D’Rivera und Michal Urbaniak auf und wirkte als Sideman bei mehr als 300 Alben mit.
In New York legte Fernández 1987 sein Debütalbum Un trompetista de Buenos Aires vor. 1991–1992 nahm er mit Paquito D’Rivera, Ray Barretto und Astrud Gilberto am Festival de Jazz Latin teil. Für sein Album Cuore erhielt er 1992 dem Premio ACE für das beste Jazzalbum des Jahres. 1994 nahm er mit Wynton Marsalis das Album La Música y la Vida auf. Bei der 24th Annual 1996 Brass Conference trat er mit Dave Taylor, Phil Smith, Joe Alessi, Conrad Herwig, Paquito D’Rivera und Don Butterfield auf. Zum 100. Geburtstag von George Gershwin produzierte er 1998 ein Album u. a. mit bis dahin unveröffentlichten Aufnahmen von Enrique Villegas.

## Preise und Auszeichnungen
Fernández erhielt 1992 einen Premio Estrella de Mar und den ACE-Preis für das beste Album. I1995 gewann er zwei Premios Estrella de Mar für die beste musikalische Darbietung und die beste Gruppe im Bereich der Popularmusik. 1995 wurde er als bester Jazzsolist mit Premio Konex de Platino ausgezeichnet.

## Diskografie
- Un trompetista de Buenos Aires. 1987
- New York Sessions & Trabajos Porteños. 1989
- Cuore. 1991
- La Música y la Vida. 1992
- Tangos & Standards. 1996
- Fats Birthday. 1997
- 100 años de Gershwin. 1998
- Baladas. 2009